# Zuberec
Zuberec (in ungherese Bölényfalu, in polacco Zuberzec) è un comune della Slovacchia facente parte del distretto di Tvrdošín, nella regione di Žilina.